# Free Jazz: A Collective Improvisation
Albums de Ornette Coleman
This Is Our Music
(1960) Jazzlore: Ornette Coleman, Vol. 29
(1961)
Free Jazz : A Collective Improvisation, by The Ornette Coleman Double Quartet est un album du saxophoniste et compositeur de jazz Ornette Coleman enregistré en 1960 par Tom Dowd et produit par Nesuhi Ertegün. La pochette originale utilise partiellement le tableau  White Light  de Jackson Pollock. Cet album donnera par la suite son nom au mouvement.

## Critique
Dans le numéro du 18 janvier 1962 du magazine Down Beat, dans une critique spéciale intitulée « Double View of a Double Quartet », Pete Welding a attribué cinq étoiles à l'album tandis que John A. Tynan lui a attribué aucune étoile,.
Le critique Steve Huey de AllMusic l'a décrit dans sa rétrospective cinq étoiles comme « un accomplissement stupéfiant » qui « défie pratiquement les superlatifs dans son importance historique ». Il a servi de modèle à des enregistrements ultérieurs de free jazz en grand ensemble tels que Ascension par John Coltrane et Machine Gun par Peter Brötzmann.
Le 3 mars 1998, Free Jazz a été réédité sur disque compact par Rhino Records dans le cadre de sa série « Atlantic 50 » marquant le cinquantième anniversaire du label Atlantic Records. Le titre, divisé en deux sections pour chaque face du disque compact, apparaît ici sous une forme continue et ininterrompue, en même temps que le « First Take » précédemment publié.

## Analyse
La musique est une improvisation libre continue avec seulement quelques brèves sections prédéterminées, enregistrée en une seule prise sans overdubbing, ni édition. L'album comprend ce que Coleman appelait un "double quartet", c'est-à-dire deux quartets de jazz autonomes : chacun avec un instrument à anche, une trompette, une basse et une batterie. Les deux quartets sont entendus dans des canaux séparés, avec le quartet de travail de Coleman à l'époque (tel que présenté sur Ornette! (en)) sur le canal gauche, et le second quartette, comprenant l'ancienne section rythmique de Coleman composée de Charlie Haden et Ed Blackwell, sur le canal droit.
Les deux quatuors jouent simultanément, les deux sections rythmiques fournissant une base rythmique dense sur laquelle les instrumentistes à vent jouent en solo ou font des commentaires libres, entrecoupés de passages pré-composés. Le matériel thématique composé peut être considéré comme une série de brèves dissonantes fanfares pour les cors qui servent d'interludes entre les solos. Le matériel thématique composé peut être considéré comme une série de brèves fanfares de consonance et de dissonance pour les cors qui servent d'interludes entre les solos. Free Jazz a été le premier album d'improvisation de trente-sept minutes, du jamais vu à l'époque.
La couverture originale de l'album incorporait la peinture de 1954 de Jackson Pollock. La couverture était une pochette avec une fenêtre découpée dans le coin inférieur droit permettant d'apercevoir la peinture ; l'ouverture de la pochette révélait l'intégralité de l'œuvre, ainsi que les notes du critique Martin Williams (en). Coleman était un fan de l'œuvre de Pollock ainsi qu'un peintre lui-même, et la couverture de son LP de 1966 The Empty Foxhole (en) allait comporter sa propre œuvre d'art,.

## Titres
version originale en vinyle :
1. Free Jazz - Part 1 – 19:55
2. Free Jazz - Part 2 – 16:28

réédition en CD et numérique:
1. Free Jazz – 37:10
2. First Take – 17:02 (CD Bonus track)

### Timing des différentes sections
- 00:00 Introduction polyphonique
- 00:07 Présentation de l'ensemble à Eric Dolphy
- 00:22 Eric Dolphy - solo de clarinette basse (canal droit)
- 05:12 Présentation de Freddie Hubbard par l'ensemble
- 05:40 Freddie Hubbard - solo de trompette (canal droit)
- 09:54 Présentation d'Ornette Coleman par l'ensemble
- 10:05 Ornette Coleman - solo de saxophone alto (canal gauche)
- 19:36 Présentation de l'ensemble à Don Cherry
- 19:48 Don Cherry - solo de trompette de poche (canal gauche)
- 25:21 Présentation de l'ensemble à Charlie Haden
- 25:26 Charlie Haden - solo de basse (canal droit)
- 29:51 Présentation de Scott LaFaro par l'ensemble
- 30:00 Scott LaFaro - solo de basse (canal gauche)
- 33:47 Présentation de l'ensemble polyphonique à Ed Blackwell
- 34:00 Ed Blackwell - solo de batterie (canal droit)
- 35:19 Présentation de l'ensemble à Billy Higgins
- 35:28 Billy Higgins - solo de batterie (canal gauche)

## Musiciens

### Canal de gauche
- Ornette Coleman – Saxophone alto
- Don Cherry – Trompette de poche
- Scott LaFaro – Contrebasse
- Billy Higgins – Batterie

### Canal de droite
- Eric Dolphy – Clarinette basse
- Freddie Hubbard – Trompette
- Charlie Haden – Contrebasse
- Ed Blackwell – Batterie

### Production
- Tom Dowd ingénieur du son
- Nesuhi Ertegün producteur